# Добричево
Добричево је насеље у Србији, у општини Бела Црква, у Јужнобанатском округу и спада у групу карашких насеља и има веома неповољан положај у односу на остатак насеља белоцркванске општине. Положај му је периферан и налази се на контакту са насељима у суседној Румунији. Слабо је повезано са околним насељима, јер постоји само једна линија из правца Вршца према Белој Цркви.
Према попису из 2022. било је 136 становника.

## Историја
Добричево је релативно младо насеље. Први пут се помиње око 1825. године, под називом Udvarsállás a од 1922. године Добричево.
Добричево је двадесетих година основала управу грофовског имања Бисинген у Жаму који су населили (1827) 265 римокатоличких колониста, који су ову колонију већ идуће године напустили. Место је дефинитивно било насељено римокатоличким Мађарима, којих је 1835. било 360-оро. 1838. године повећао се њихов број на 480-оро, али је 1848. спао на 359-оро.
1846. године изузета је ова нова насеобина из оравичког среза и припојена јамском срезу. Од 25. марта до 19. августа 1848. постојало је овде месно капеланство. Око 20. јуна 1848. из села је отишло 150 људи у Белу Цркву за појачање мађарске посаде. Зато је 16. септембра уништено пожаром од српских војних јединица врачевгајског логора. 1854. године било је 337 становника, а површина катастралне општине била је 2955 ланаца, узевши ту и некадашњи алодиални посед од 270 ланаца. Удварсалашу је била тада испостава белоцркванске парохије.
Током 1861. године подигнута је садашња црква, а 1865. било је 110 малопоседника и 1 великопоседник.
Бројно стање становништва последњих деценија: 1869. било је 425 становника, 1880. 472 становника (највише бројно стање насеобине), 1890. 464 становника, 1900. 468 становника и 1910. 462 становника.
1891. године подигнута је жељезничка станица. Након Првог светског рата 1918. ушла је српска војска у насеобину, која је 1919. припојена вршачком срезу торонталне-тамишке жупаније.
1921. године пописано је 305 становника (од којих се састојало: 50 Чеха, 26 Румуна, по један Словак, Италијан и 227 Мађара од којих је било 19 православаца, 281 католик, 1 гркокатолик и 4 евангелика).

## Демографија
У насељу Добричево живи 189 пунолетних становника, а просечна старост становништва износи 42,9 година (40,7 код мушкараца и 45,1 код жена). У насељу има 78 домаћинстава, а просечан број чланова по домаћинству је 2,90 (попис 2002).
Ово насеље је углавном насељено Мађарима (према попису из 2002. године), а у последња три пописа, примећен је пад у броју становника.
|  |

| Демографија | Демографија | Демографија |
| Година      | Становника  | Становника  |
| ----------- | ----------- | ----------- |
| 1948.       | 368         |             |
| 1953.       | 414         |             |
| 1961.       | 408         |             |
| 1971.       | 334         |             |
| 1981.       | 306         |             |
| 1991.       | 265         | 263         |
| 2002.       | 226         | 226         |
| 2011.       | 199         |             |

| Етнички састав према попису из 2002.‍ | Етнички састав према попису из 2002.‍ | Етнички састав према попису из 2002.‍ | Етнички састав према попису из 2002.‍ | Етнички састав према попису из 2002.‍ |
| ------------------------------------ | ------------------------------------ | ------------------------------------ | ------------------------------------ | ------------------------------------ |
|                                      |                                      |                                      |                                      |                                      |
| Мађари                               | Мађари                               |                                      | 200                                  | 88,49%                               |
| Срби                                 | Срби                                 |                                      | 16                                   | 7,07%                                |
| Чеси                                 | Чеси                                 |                                      | 5                                    | 2,21%                                |
| Македонци                            | Македонци                            |                                      | 3                                    | 1,32%                                |
| Украјинци                            | Украјинци                            |                                      | 1                                    | 0,44%                                |
| Немци                                | Немци                                |                                      | 1                                    | 0,44%                                |
| непознато                            | непознато                            |                                      | 0                                    | 0,0%                                 |

| Година пописа     | 1948. | 1953. | 1961. | 1971. | 1981. | 1991. | 2002. |
| ----------------- | ----- | ----- | ----- | ----- | ----- | ----- | ----- |
| Број домаћинстава | 105   | 111   | 110   | 87    | 82    | 75    | 78    |

| Број чланова      | 1  | 2  | 3  | 4  | 5 | 6 | 7 | 8 | 9 | 10 и више | Просек |
| ----------------- | -- | -- | -- | -- | - | - | - | - | - | --------- | ------ |
| Број домаћинстава | 13 | 23 | 13 | 21 | 4 | 4 | 0 | 0 | 0 | 0         | 2,90   |

| Пол    | Укупно | Неожењен/Неудата | Ожењен/Удата | Удовац/Удовица | Разведен/Разведена | Непознато |
| ------ | ------ | ---------------- | ------------ | -------------- | ------------------ | --------- |
| Мушки  | 96     | 26               | 65           | 3              | 2                  | 0         |
| Женски | 101    | 10               | 65           | 25             | 1                  | 0         |
| УКУПНО | 197    | 36               | 130          | 28             | 3                  | 0         |

| Пол    | Укупно                    | Пољопривреда, лов и шумарство | Рибарство                            | Вађење руде и камена | Прерађивачка индустрија       |
| ------ | ------------------------- | ----------------------------- | ------------------------------------ | -------------------- | ----------------------------- |
| Мушки  | 66                        | 62                            | 0                                    | 0                    | 2                             |
| Женски | 45                        | 39                            | 0                                    | 0                    | 1                             |
| УКУПНО | 111                       | 101                           | 0                                    | 0                    | 3                             |
| Пол    | Производња и снабдевање   | Грађевинарство                | Трговина                             | Хотели и ресторани   | Саобраћај, складиштење и везе |
| Мушки  | 0                         | 0                             | 1                                    | 0                    | 0                             |
| Женски | 0                         | 0                             | 1                                    | 0                    | 1                             |
| УКУПНО | 0                         | 0                             | 2                                    | 0                    | 1                             |
| Пол    | Финансијско посредовање   | Некретнине                    | Државна управа и одбрана             | Образовање           | Здравствени и социјални рад   |
| Мушки  | 0                         | 0                             | 0                                    | 0                    | 1                             |
| Женски | 0                         | 0                             | 0                                    | 2                    | 1                             |
| УКУПНО | 0                         | 0                             | 0                                    | 2                    | 2                             |
| Пол    | Остале услужне активности | Приватна домаћинства          | Екстериторијалне организације и тела | Непознато            | Непознато                     |
| Мушки  | 0                         | 0                             | 0                                    | 0                    | 0                             |
| Женски | 0                         | 0                             | 0                                    | 0                    | 0                             |
| УКУПНО | 0                         | 0                             | 0                                    | 0                    | 0                             |